# Деланд (Флорида)
Деланд (енгл. DeLand) град је у америчкој савезној држави Флорида. По попису становништва из 2010. у њему је живело 27.031 становника.

## Демографија
Према попису становништва из 2010. у граду је живело 27.031 становника, што је 6.127 (29,3%) становника више него 2000. године.
| Група             | 2000.          | 2010.          |
| Белци             | 14.633 (70,0%) | 18.122 (67,0%) |
| Афроамериканци    | 4.010 (19,2%)  | 4.610 (17,1%)  |
| Азијати           | 170 (0,8%)     | 501 (1,9%)     |
| Хиспаноамериканци | 1.824 (8,7%)   | 3.422 (12,7%)  |
| Укупно            | 20.904         | 27.031         |